# Ulumaheihei Hoapili
Hoapili (havajski "prijatelj") (o. 1775. – 1840.), čije je puno ime bilo Ulumaheihei Hoapili (havajski Ulumāheihei Hoapili), bio je havajski plemić, savjetnik kralja Kamehamehe I. Velikog.

## Životopis
Hoapili je rođen oko 1775. godine kao Ulumaheihei, tijekom vladavine kralja Kalaniopuu-a-Kaiamamaa. Njegov je otac bio poglavica Kameʻeiamoku, brat blizanac Kamanawe I., Kamehamehinog očuha. Majka mu se zvala Kealiiokahekili.
Nakon očeve smrti postao je savjetnik na kraljevskom dvoru. U svojoj je mladosti bio atletičar. Jednom je pobijedio bika primivši ga za rogove.
Bio je polubrat Kepookalanija i Hoolulua, bratić kraljice Peleuli te polustric Kinoʻoleolilihe Pitman i Kamanawe II.
Njegova prva supruga bila je princeza Kalilikauoha, kći kralja Kahekilija II. Vjeruje se da je njihova kći bila Kuini Liliha, supruga poglavice Bokija.
Hoapili je bio s Kamehamehom kad je ovaj umirao. Hoapili i Hoolulu skrili su Kamehamehine kosti na tajno mjesto.
Kršćanski su misionari uskoro stigli na Havaje. Kamehameha II., sin Kamehamehe I. i kraljice Keōpūolani, bio je kralj, ali je stvarnu vlast imala kraljica Kaʻahumanu, Hoapilijeva rođakinja. Keōpūolani se udala za Hoapilija te su se njih dvoje 1823. preselili u Lahainu na otoku Mauiju.
Hoapili je bio kraljevski guverner otoka, a Keopuolani je umrla nakon krštenja te je pokopana. 
1823. Hoapili je oženio Kalakuu Kaheiheimalie, bivšu Kamehamehinu suprugu. Ona je otada znana kao Hoapiliwahine - "Hoapilijeva žena". Otada su njega zvali Hoapilikane ("muž Hoapili"). Tako je postao očuh kraljice Kekāuluohi. Usvojio je princa Lota koji je kasnije postao Kamehameha V.
Hoapili je umro 3. siječnja 1840. godine te je pokopan na groblju crkve Waiole.